# Sinamore
Sinamore ist eine finnische Dark-Rock-Band aus Hamina.

## Geschichte
Die drei Kindheitsfreunde Mikko Heikkilä, Jarno Uski und Miika Hostikka gründeten 1998 die Band HALFLIFE, mit der sie 2000 ihre erste Demoaufnahme My Grace veröffentlichten, darauf folgten die weiteren Demoaufnahmen Agony und She and the Devil.
Im Frühling des Jahres 2002 stieß Tommi Muhli als zweiter Gitarrist zu dem Trio. Zu der Zeit nannte sich die Band H/L, der Name HALFLIFE wurde gekürzt. Die erste gemeinsame Demoaufnahme als Quartett hieß Sleeping Away, die insgesamt fünfte erschien 2004 zusammen mit dem Produzenten Teemu Aalto unter dem Namen Follow into the Cry.
Ein kleines japanisches Label zeigte Interesse an ihnen, doch wegen Problemen wurde der Vertrag aufgelöst. Kurz darauf änderte die Band ihren Namen in Sinamore.
Im Januar des Jahres 2006 erschien das Debütalbum der vier Finnen, welches zwar schon länger unveröffentlicht bereitstand, aber noch einigen Korrekturen vor der Veröffentlichung unterzogen werden musste, unter dem Namen A New Day. Die Platte wurde in der internationalen Presse hoch gelobt, unter anderem auch im Orkus-Magazin, wo Sinamore als Newcomer des Monats betitelt wurden.
Ein Jahr später erschien im Januar 2007 das zweite Album der Gruppe unter dem Namen Seven Sins A Second.
Am 9. Oktober 2008 gaben Sinamore auf ihrer Website bekannt, dass Tommi Muhli die Band verlassen hat. Er nannte persönliche Gründe dafür.
Trotzdem plant das nun gezwungener Weise zu seinen Ursprüngen zurückgekehrte Trio, weiterhin wie geplant an ihrem dritten Studioalbum zu arbeiten.
Seit dem 26. April 2009 ist Sinamore wieder ein Quartett, Sami Hauru von ID: Exorcist wurde als neuer zweiter Gitarrist der Band bekannt gegeben.

## Diskografie

### Studioalben
- A New Day (2006)
- Seven Sins a Second (2007)

### Demos
- My Grace (2000)
- Agony (2001)
- She and the Devil (2001)
- Sleeping Away (2003)
- Follow into the Cry (2004)

### Videos
- Darkness of Day (2006)
- Fallen (2006)
- Better Alone (2007)